# Comuna Jokkmokk
Jokkmokk (Jokkmokks kommun) este o comună din comitatul Norrbottens län, Suedia, cu o populație de 5.066 locuitori (2013).

## Geografie

### Zone urbane
Lista celor mai mari zone urbane din comună (anul 2015) conform Biroului Central de Statistică al Suediei:
| Nr | Zona urbană | Pop.  |
| -- | ----------- | ----- |
| 1  | Jokkmokk    | 2.794 |
| 2  | Vuollerim   | 683   |
| 3  | Porjus      | 240   |

## Demografie
| \| Evoluția demografică în comuna Jokkmokk, 1970–2015 \| Evoluția demografică în comuna Jokkmokk, 1970–2015 \| Evoluția demografică în comuna Jokkmokk, 1970–2015 \| Evoluția demografică în comuna Jokkmokk, 1970–2015 \| Evoluția demografică în comuna Jokkmokk, 1970–2015 \| \| ----------------------------------------------------------------------------------------------------- \| -------------------------------------------------- \| -------------------------------------------------- \| -------------------------------------------------- \| -------------------------------------------------- \| \| An \| \| \| Locuitori \| \| \| 1970 \| 1970 \| \| 7993 \| 7993 \| \| 1975 \| 1975 \| \| 7598 \| 7598 \| \| 1980 \| 1980 \| \| 7087 \| 7087 \| \| 1985 \| 1985 \| \| 6893 \| 6893 \| \| 1990 \| 1990 \| \| 6726 \| 6726 \| \| 1995 \| 1995 \| \| 6507 \| 6507 \| \| 2000 \| 2000 \| \| 6019 \| 6019 \| \| 2005 \| 2005 \| \| 5534 \| 5534 \| \| 2010 \| 2010 \| \| 5170 \| 5170 \| \| 2015 \| 2015 \| \| 5072 \| 5072 \| \| Sursa: SCB - Statistika Centralbyrån, Folkmängd efter region, civilstånd, ålder och kön. År 1968–2016 \| \| \| \| \| |      |  |           |      |
| Evoluția demografică în comuna Jokkmokk, 1970–2015 |      |  |           |      |
| An |      |  | Locuitori |      |
| 1970 | 1970 |  | 7993      | 7993 |
| 1975 | 1975 |  | 7598      | 7598 |
| 1980 | 1980 |  | 7087      | 7087 |
| 1985 | 1985 |  | 6893      | 6893 |
| 1990 | 1990 |  | 6726      | 6726 |
| 1995 | 1995 |  | 6507      | 6507 |
| 2000 | 2000 |  | 6019      | 6019 |
| 2005 | 2005 |  | 5534      | 5534 |
| 2010 | 2010 |  | 5170      | 5170 |
| 2015 | 2015 |  | 5072      | 5072 |
| Sursa: SCB - Statistika Centralbyrån, Folkmängd efter region, civilstånd, ålder och kön. År 1968–2016 |      |  |           |      |